# Cosma Shalizi
Cosma Rohilla Shalizi (ur. 28 lutego 1974 w Bostonie) – amerykański statystyk, pracujący na Carnegie Mellon University w Pittsburghu. 
Jest znany dzięki pracy, edukacji i publicystyce w obszarach wnioskowania statystycznego i przyczynowego w systemach złożonych, oraz statystyki stosowanej w naukach społecznych.

## Życiorys
Według prywatnego autobiogramu, Shalizi urodził się w Bostonie, gdzie spędził dwa pierwsze lata swojego życia. Jego włoskiego pochodzenia matka pracuje jako biochemiczka w Narodowych Instytutach Zdrowia, a ojciec ma korzenie afgańsko-tamilskie, i jest ekonomistą Banku Światowego w Waszyngtonie (DC). Cosma dorastał w obszarze metropolitalnym stolicy USA w Bethesdzie, Maryland.
Ukończył studia w dziedzinie fizyki teoretycznej na Uniwersytecie Kalifornijskim w Berkeley i Uniwersytecie Wisconsin-Madison, gdzie w 2001 obronił doktorat nt. szeregów czasowych i automatów komórkowych. Pracował m.in. na Uniwersytecie Michigan, od 2005 jest wykładowcą zewnętrznym Instytutu Santa Fe i profesorem wydziału statystyki i wydziału uczenia maszynowego Carnegie Mellon University. Zasiada w redakcji The Annals of Applied Statistics, i pracuje nad wydaniem popularnego już jako skrypt podręcznika Advanced Data Analysis from an Elementary Point of View dla Cambridge University Press.
W 2006 jego blog The Three-Toed Sloth został wymieniony przez Nature na liście 50 najpopularniejszych w tym czasie blogów naukowych.